# Nils Brunsson (militär)
Nils Rudolf Alexander Brunsson, född den 26 mars 1887 i Stoby församling, Kristianstads län, död den 30 mars 1974 i Dalskogs församling, Älvsborgs län, var en svensk militär. Han var far till Åke Brunsson och farbror till Jan Brunsson.
Brunsson blev underlöjtnant vid Västernorrlands regemente 1908, vid Skånska dragonregementet 1909, löjtnant där 1911, ryttmästare 1923, vid Kronprinsens husarregemente 1924 och vid Skånska kavalleriregementet 1928. Han var lärare vid ridskolan innan han 1933 befordrades till major i armén och blev militärattaché i Riga med sidoackreditering i Tallinn och Kaunas. Brunsson blev överstelöjtnant vid regementet 1937 och överste på reservstat inom andra militärområdet 1941. Han var militärattaché i Bukarest med sidoackreditering i Sofia 1941–1944. Brunsson blev riddare av Svärdsorden 1929, av Vasaorden 1938 och av Nordstjärneorden 1946. Han vilar i en familjegrav på Torps kyrkogård i Dalsland.